# Dionisio Pereira
Dionisio Pereira González, nacido en 1953, es un economista e historiador coruñés.

## Trayectoria
Licenciado en Ciencias Económicas por la Universidad de Santiago de Compostela. Trabaja como profesor de Enseñanza Media. Junto con A. Martínez, Manuel González Probados y X. Castro formó el Colectivo de Historia Xerminal. En 1994 fue elegido primer presidente de la Federación Gallega por la Cultura Marítima y Fluvial, nacida el año anterior en Ribeira. Entre 2006 y 2013 participó en el proyecto Nombres y Voces de las universidades gallegas.
En el año 2007 se vio envuelto en un proceso judicial a raíz de una denuncia de familiares de Manuel Gutiérrez Torres, alcalde de Cerdedo desde 1950 y jefe local de la Falange en los días después del golpe militar que inició la Guerra Civil. Se le exigía a Dionisio Pereira que se retractara de una frase publicada en el libro La II República y la Represión franquista en el Ayuntamiento de Cerdedo (2006):
A pesar de que utilizó la palabra "presunto", y que tenía diversas fuentes que corroboraban el dicho, y a pesar de que recibió múltiples manifestaciones de apoyo, la familia del falangista decidió seguir adelante con la denuncia, que finalmente se vio desestimada por el Tribunal, sentando un importante precedente y dejando claro que el historiador contaba con fuentes sólidas que apoyaban su estudio. A pesar de que la familia del alcalde presentó un recurso ante la Audiencia Provincial de Pontevedra, este fue desestimado en abril de 2009.

## Obra en gallego

### Ensayo
- A CNT na Galiza (1922-1936); Laiovento, 1994.
- Sindicalistas e Rebeldes; A Nosa Terra, 1998 (colección Prensa e Creación n.º 5). ISBN 84-89976-29-5.
- Imaxes da fatiga. Crónica gráfica do traballo na Galiza; A Nosa Terra, 1999.
- O asociacionismo dos pescadores na Galiza de anteguerra: unha ollada de conxunto; Ateneu Libertário Ricardo Mella, 2004.
- O Cambedo da Raia, 1946: solidaridade galego-portuguesa silenciada; Asociación Amigos da República, 2004.
- O Alzamento fascista na bisbarra das Frieiras: só viñeron a matar e roubar; Asociación Cultural Memoria Histórica Democrática, 2005.
- Foulas e Ronseis; Positivas, 2005. ISBN 84-87783-85-6.
- José Pasín Romero: Memoria do proletariado militante de Compostela; Fundación 10 de marzo de 2012.
- Emigrantes, exilados e perseguidos. A comunidade portuguesa na Galiza (1890-1940); Através, 2013.

### Obras colectivas
- "A CNT no campo galego (1931-1936)" (con Manuel González Probados); en I Xornadas agrarias galegas; Ministerio de Agricultura, 1984 (p. 491-511).
- Introdución e "Asociacionismo e conflictividade na Galiza mariñeira (1870-1936)", en Os Conquistadores Modernos: Movemento Obreiro na Galicia de Anteguerra; AAVV, Ed. A Nosa Terra, 1992.
- Actividades marítimas na Galiza contemporánea; Relatorio presentado no Congreso "O mar na Historia de Galicia"; Universidade de Vigo, 1996.
- "Empresarios, fábricas e traballadores: a industria da madeira (1920-1936)" (con Manuel González Probados); en O Camiño Portugués: III Aulas no Camiño: un estudio multidisciplinar da realidade galega que atravesan os camiños de Santiago (coord. por José Leira López-Vizoso; p. 223-236). 1998.
- "Os Mortos esquecidos, radiografía da represión franquista nun pequeno concello rural, o caso de Cerdedo (Pontevedra)", en A represión franquista en Galicia: actas dos traballos presentados ao Congreso da Memoria; Narón, 4 a 7 de decembro de 2003.
- O anarquismo na Galiza (con Eliseo Fernández); Ed. Positivas, 2004. ISBN 84-87783-79-1.
- O movemento libertario en Galiza (1936-1976) (con Eliseo Fernández); A Nosa Terra, 2006. ISBN 84-8341-059-1.
- Álbum de guerra; canteiros da Terra de Montes no exército popular da República (xunto a Rogelio Arca Rivas); Difusora de Letras, Artes e Ideas, 2008. ISBN 978-84-935963-6-1
- A fuxida do Portiño; A Nosa Terra, 2009. Con Carlos Velasco Souto, Emilio Grandío e Eliseo Fernández.
- Síntese histórica do movemento obreiro galego: das orixes até 1984; Fundación para o Estudo e Divulgación da Cuestión Social e Sindical en Galiza, 2010.
- 15-M: O pobo indignado; Laiovento, 2011.

### Artículos en revistas y publicaciones periódicas
- "A CNT no campo galego (1931-1936)"; en Cuadernos de Estudios Gallegos tomo 31; Santiago de Compostela, 1978-80.
- "Informe sobor de prensa obreira en Galiza (1930-1936)" (con Manuel González Probados); en Cuadernos de Estudios Gallegos tomo 33; Santiago de Compostela, 1982.
- "O mar dos galegos no tempo de Manoel Antonio", en Manuel Antonio: Embarcados nun cantar. Ed. A Nosa Terra, 1996 (colección A Nosa Cultura n.º 16).
- "Mariñeiros do Gran Sol: os últimos da fila"; Revista Inzar Razóns n.º 16, 1997.
- Xosé Otero Espasandín. Vida e pensamento dun cerdedense desterrado; Asociación Verbo Xido, 2004.
- "Enterramentos civís en Cerdedo durante a IIª república", na publicación Verbo Xido n.º 10 (maio 2005).
- A IIª República e a Represión franquista no Concello de Cerdedo; Asociación Verbo Xido, 2006.
- "A saga dos Quintillán de Sorribas", na publicación Verbo Xido n.º 14/15 (xullo (2006).
- "Crónicas de Forcarei - noticia de José Canabal, canteiro e anarquista", na publicación Verbo Xido nº 14/15 (xullo (2006).

## Obra en castellano

### Artículos en revistas y publicaciones periódicas
- "Crónica de una sociedad coruñesa: El Centro de Estudios Sociales Germinal"; La Voz de Galicia (12/8/1981).
- Él semanario ¡Despertad! y la CNT Galaica: análisis de una influencia 1928-1930; Coloquios de Palo, 1982.
- "Prensa y Anarquismo en Galicia. Análisis de una experiencia: 'Brazo y Cerebro' (1935-1936)" en Actes du Colloque "Typologie de lana Presse Hispanique"; Universidad de Haute Bretagne, 1984.

## Premios
- Premio Galicia Mártir de la Fundación Alexandre Bóveda en el 2007.